# الحسن بن التختاخ
الحسن بن التختاخ (عربی: الحسن بن التختاخ) فرمانروای مصر در دوران خلافت عباسی بود.